# Nathan Notowicz
Nathan „Noto“ Notowicz (* 31. Juli 1911 in Tyczyn, Bezirk Rzeszów, Österreich-Ungarn; † 15. April 1968 in Ost-Berlin) war ein deutscher Musikwissenschaftler und Komponist.

## Leben
Notowicz war Sohn eines Kaufmanns. Die Familie zog 1913 nach München, wo Notowicz die Volksschule besuchte. In Düsseldorf studierte er am Konservatorium, unter anderem Musikwissenschaft bei Ernst Bücken und Komposition bei Hermann Unger, und wurde dort 1932 Lehrer für Musiktheorie. Nach der Machtergreifung der Nationalsozialisten emigrierte er 1933 nach Amsterdam, wo er bei Willem Andriessen und Stefan Askenase studierte und als Musiklehrer und Musiker tätig war. Gleichzeitig war er im kommunistischen Widerstand in Holland tätig; 1940 trat er in die KPD ein und war 1944/45 unter dem Decknamen „Gerard Fischer“ Leiter der KPD-Gruppe in Holland.

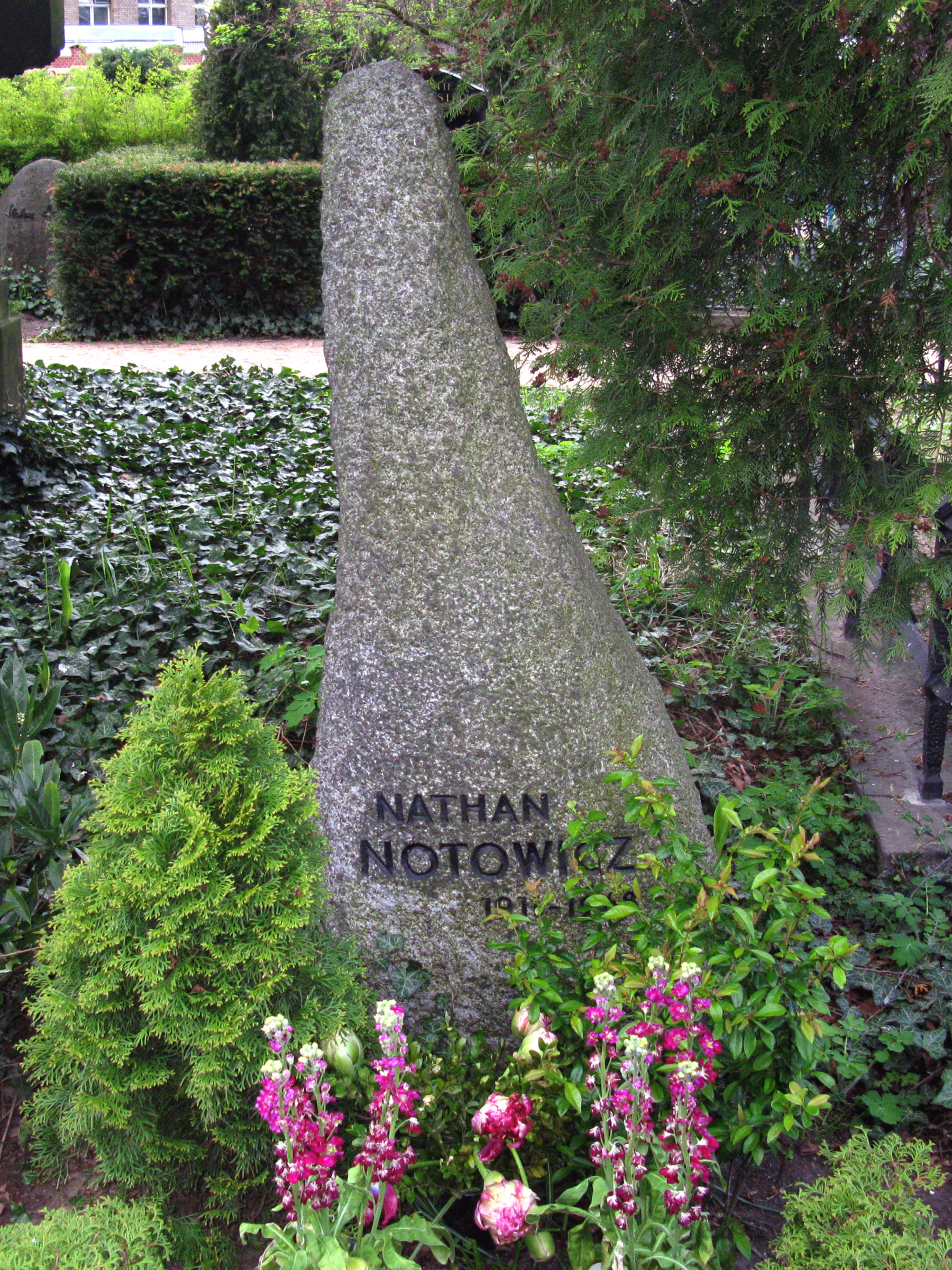
Grab von Notowicz auf dem Berliner Dorotheenstädtischen Kirchhof I

1946 kehrte er nach Deutschland zurück. Zunächst war er als KPD-Funktionär in Düsseldorf tätig; 1948 übersiedelte er in die SBZ. In der im Folgejahr gegründeten DDR war er als Musikwissenschaftler und Komponist tätig. Er wurde 1950 Professor für Musikgeschichte und Prorektor der neu gegründeten Deutschen Hochschule für Musik in Ost-Berlin. Neben dem Gründungsrektor der Hochschule, Georg Knepler, seinem Professorenkollegen Harry Goldschmidt, dem Chefredakteur der Fachzeitschrift Musik und Gesellschaft, Eberhard Rebling, und dem Professor für Musiksoziologie an der Humboldt-Universität, Ernst Hermann Meyer, war Notowicz einer der tonangebenden marxistischen Musikwissenschaftler der jungen DDR.
Gleichzeitig profilierte er sich als Verbandsfunktionär: Den DDR-Komponistenverband Verband deutscher Komponisten und Musikwissenschaftler (VDK) leitete das SED-Mitglied Notowicz als Erster Sekretär seit seiner Gründung im April 1951. In dem am 9. Mai 1962 gegründeten Musikrat der DDR wurde Notowicz zum Generalsekretär gewählt; Präsident war Hanns Eisler. Außerdem saß Notowicz im Präsidium des Kulturbundes zur demokratischen Erneuerung Deutschlands. Im Juni 1964 wurde er Präsident der neugegründeten Deutsch-Belgischen Gesellschaft in der DDR.
Nach Hanns Eislers Tod beförderte Notowicz 1963 die Gründung des Hanns-Eisler-Archivs an der Deutschen Akademie der Künste zu Berlin. Ziel des von Notowicz geleiteten Archivs war die Herausgabe einer wissenschaftlich-kritischen Gesamtausgabe; als erster Band der Gesammelten Werke (EGW) erschien 1968 ein von Notowicz kurz vor seinem Tod fertiggestellter Notenband. Bereits ab Januar 1958 (und damit vor den bekannteren Gesprächen Eislers mit Hans Bunge) hatte Notowicz für den Rundfunk der DDR mehrere längere Gespräche mit Eisler geführt, die 1971 in Buchform erschienen.
Der Lyriker Jens Gerlach widmete Notowicz in „Dorotheenstädtische Monologe“ ein Gedicht.
Notowicz’ Frau Ann Notowicz war Mitarbeiterin der IDFF und später Vorsitzende des IVVdN in Berlin-Köpenick.

## Auszeichnungen
- 1956 Preis für künstlerisches Volksschaffen II. Klasse
- 1959 Vaterländischer Verdienstorden in Silber
- 1961 Johannes-R.-Becher-Medaille
- Medaille für Kämpfer gegen den Faschismus 1933 bis 1945

## Schriften (Auswahl)
- (als Herausgeber) Alexander Serow: Aufsätze zur Musikgeschichte. Aufbau-Verlag, Berlin 1955 (übersetzt von Felix Loesch)
- Erlebnisse in der Sowjetunion. Komponisten und Musikwissenschaftler der Deutschen Demokratischen Republik berichten von ihrer Studienreise. Gesellschaft für Deutsch-Sowjetische Freundschaft, Berlin 1955 (mit Walther Vetter, Ottmar Gerster, Walther Siegmund-Schultze und Ernst Hermann Meyer)
- (als Herausgeber mit Jürgen Elsner) Hanns Eisler: Quellennachweise. Im Auftrag des Hanns-Eisler-Archivs bei der Deutschen Akademie der Künste zu Berlin. Deutscher Verlag für Musik, Leipzig 1966
- (als Herausgeber) Hanns Eisler: Gesammelte Werke, Serie 1, Band 18: Neue deutsche Volkslieder, Chansons, Kinder- und Jugendlieder. Deutscher Verlag für Musik, Leipzig 1968
- Wir reden hier nicht von Napoleon. Wir reden von Ihnen! Gespräche mit Hanns Eisler und Gerhart Eisler. Verlag Neue Musik, Berlin 1971 (übertragen und kommentiert von Jürgen Elsner)